# صاریغ باریک‌اندام چاکو
صاریغ باریک‌اندام چاکو (نام علمی: Cryptonanus chacoensis) نام یک گونه از سرده نهان‌کوتوله‌ها است.